# Côte de Beaune
Côte de Beaune är en del av Côte-d'Or som i sin tur är en del av Burgund/Bourgogne i Frankrike. 

Vinodlingsdistriktet Côte de Beaune

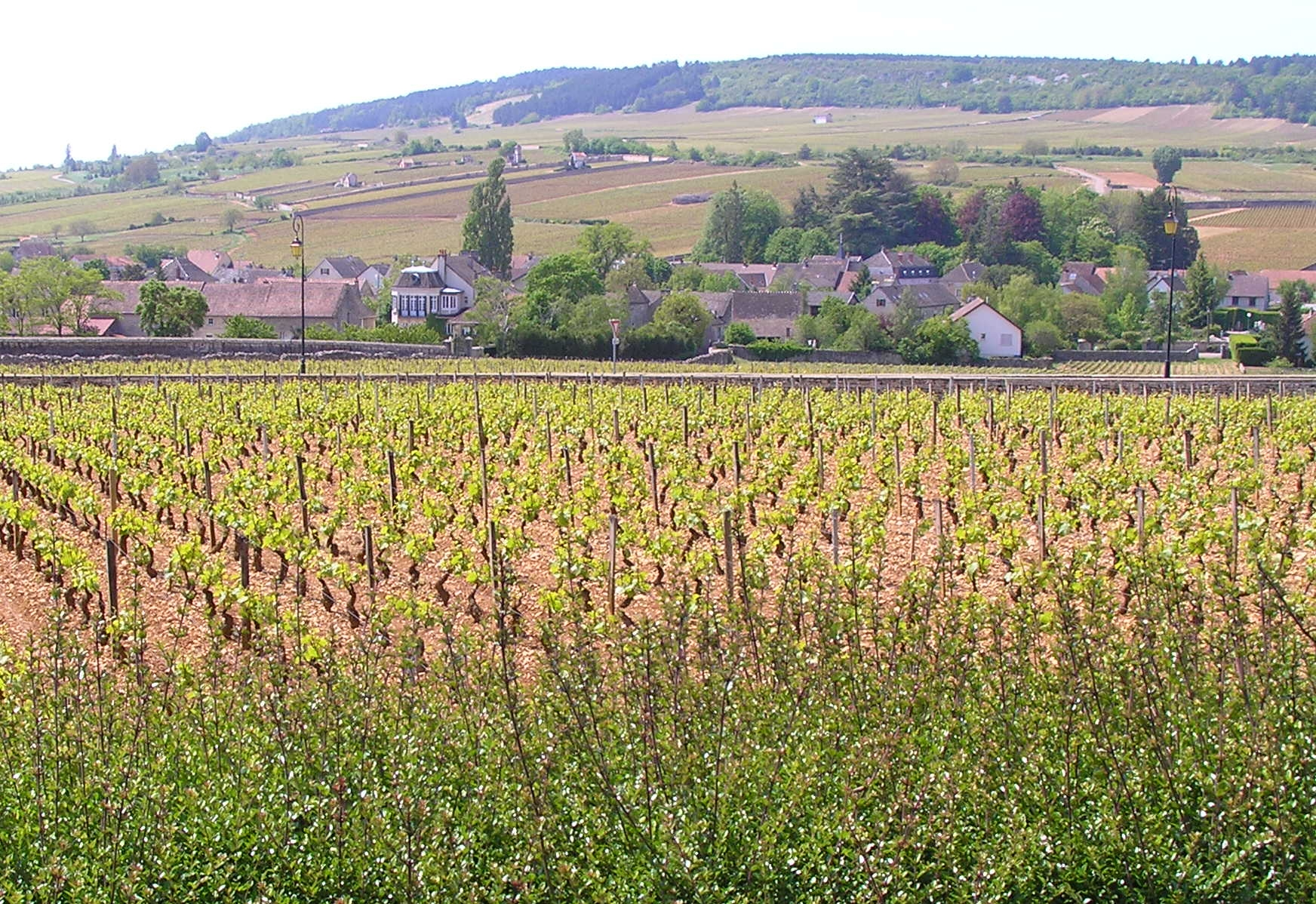
Odlimg av Chardonnay runt Meursault

Sitt namn har området fått av staden Beaune och av de kalkstenskullar (côtes)  som Côte de Beaune består av.
Området sträcker sig cirka 25 kilometer i nord-sydlig riktning. Den nordliga delen av Côte de Beaune börjar norr om Beaune. De olika kommunerna ger olika viner och kvaliteter. Produktionen av röda och vita viner varierar i omfattning, från ungefär lika fördelning till nästan uteslutande den ena eller den andra.

## Vinodling
I Côte de Beaune produceras både röda och vita viner, inklusive det mesta av de bästa av bourgognevinerna.
De mest kända vinerna produceras i vingårdarna Montrachet (vitt vin) och Corton (rött och vitt vin).
Côte de Beaune är den södra delen av de branta kalkstensluttningarna där Bourgognes största vingårdar ligger: Côte d'Or. Även om Côte de Beaune säkert är hem för några av världens ledande röda viner, som uteslutande är gjorda på druvan Pinot Noir, är det mer känt för sitt Chardonnaybaserade vita vin.

## Historia
Precis som den norra delen av Côte d'Or går Côte de Beaune tillbaka till förhistorisk tid. När kungligheten och påvedömet i det tidiga Frankrike blev intresserade av regionens viner började de få gott rykte för sin kvalitet. När framsteg gjordes inom vintekniken insåg producenterna att när druvan Chardonnay användes blev vinerna  de bästa i sitt område. I flera århundraden har Côte de Beaune varit en av de bästa platserna i världen för torrt vitt vin.
Från och med 1935 reglerades den franska vinproduktionen med AOC-Appellation d'origine contrôlée, appellation. Regionen Côte de Beaunes popularitet fick sig en törn när Chateau Montelena i Kalifornien besegrade några av de bästa exemplen på fransk vinproduktion i Jugement de Paris, som var en vintävling som anordnades i  Paris 1976. Domen kritiserades för att vara orättvis, men det vita bourgognevinernas överlägsenhet hade ifrågasatts. Numera konkurrerar Kalifornien och Bourgogne intensivt om att ha den bästa kvaliteten på Chardonnaymarknaden.